# Дакахлія (губернаторство)
Дакахлі́я (Ель-Дакахія, араб. الدقهلية) — губернаторство (мухафаза) в Арабській Республіці Єгипет. Адміністративний центр — місто Ель-Мансура.
Населення — 4 989 997 осіб (2006).

## Найбільші міста
| №  | Місто                  | Населення, осіб (2006) |
| -- | ---------------------- | ---------------------- |
| 1  | Ель-Мансура            | 439 348                |
| 2  | Міт-Гамр               | 116 593                |
| 3  | Ель-Матарія            | 100 566                |
| 4  | Бількас (-Кісм-Ауваль) | 94 700                 |
| 5  | Ес-Сімбіллавейн        | 86 786                 |
| 6  | Тальха                 | 78 281                 |
| 7  | Ель-Манзала            | 75 034                 |
| 8  | Дікірніс               | 67 732                 |
| 9  | Ель-Гамалія            | 63 893                 |
| 10 | Міньєт-ен-Наср         | 56 000                 |
| 11 | Ширбін                 | 54 785                 |
| 12 | Набарох                | 38 953                 |
| 13 | Міт-Сілсіль            | 31 272                 |
| 14 | Бені-Ібейд             | 30 048                 |
| 15 | Ага                    | 17 580                 |